# Parrocchie dell'Isola di Man

Mappa dell'isola con confini e tipologia delle autorità locali

Le parrocchie dell'Isola di Man (insular parishes) sono 17 suddivisioni territoriali di secondo ordine dell'isola.
Le 17 parrocchie (dette «insulari» per distinguerle da quelle religiose che hanno oggi un diverso assetto) sono raggruppate in sei sheading.
Sono amministrativamente indipendenti dalle parrocchie le quattro città o parrocchie urbane (Douglas, Castletown, Ramsey e Peel), e i villaggi con status di distretto (Laxey, Port Erin e Port Saint Mary; in passato anche Michael e Onchan, poi unificati alle omonime parrocchie).
Entrambi possono includere uno o più borghi rurali che sono da essi dipendenti.
La carica pubblica rappresentativa di ciascuna parrocchia è il Capitano (Captain), figura le cui origini risalgono al sistema difensivo dell'isola nell'epoca vichinga.

## Elenco
1. Andreas
2. Arbory
3. Ballaugh
4. Braddan
5. Bride
6. German
7. Jurby
8. Lezayre
9. Lonan
10. Malew
11. Marown
12. Maughold
13. Michael
14. Onchan
15. Patrick
16. Rushen
17. Santon